# Anopheles arnoulti
Anopheles arnoulti är en tvåvingeart som beskrevs av Alexis Grjebine 1966. Anopheles arnoulti ingår i släktet Anopheles och familjen stickmyggor.
Artens utbredningsområde är Madagaskar. Inga underarter finns listade i Catalogue of Life.